# 艾伯頓 (阿拉巴馬州)
艾伯頓（英語：Alberton）是一個位於美國阿拉巴馬州科菲縣的非建制地區。該地的面積和人口皆未知。

## 地理
艾伯頓的座標為31°16′41″N 86°07′33″W / 31.27805°N 86.12583°W，而該地最高點為海拔高度52米（即171英尺）。